# بيا ميا
بيا ميا بيريز (بالإنجليزية: Pia Mia)‏ مواليد 19 سبتمبر 1996، معروفة ب بيا ميا، هي مغنية وكاتبة أغاني وعارضة أزياء أمريكية، بدأت مسيرتها بنشر فيديوهاتها الغنائية على يوتيوب.

## أغانيها
- دو إت أغين : 4 ماي 2015
- توتش : 30 أكتوبر 2015
- بويز أند غيرز : 8 أبريل 2016

## روابط خارجية
- الموقع الرسمي
- بيا ميا على موقع IMDb (الإنجليزية)
- بيا ميا على موقع ميوزك برينز (الإنجليزية)
- بيا ميا على موقع أول ميوزيك (الإنجليزية)
- بيا ميا على موقع ديسكوغز (الإنجليزية)
- بيا ميا على موقع قاعدة بيانات الفيلم (الإنجليزية)